# Couvent des Récollets de Rouffach
Le couvent des Récollets de Rouffach est un ensemble de bâtiments constitué de l'église Sainte-Catherine et de l'ancien couvent des frères mineurs récollets de Rouffach construit autour d'un jardin intérieur. L'église n'est plus accessible au public depuis plusieurs années et les bâtiments conventuels logent actuellement le service des archives municipales de la ville, ainsi qu'une salle d'exposition.

## Localisation et classement
Le couvent des Récollets est situé aux 9-11, rue du Quatrième-Régiment-des-Spahis-Marocains et rue des Récollets à Rouffach (Haut-Rhin). Il abritait jadis le tribunal cantonal et on peut encore lire cette inscription sur le fronton de la partie centrale de la façade qui donne sur un parvis récemment réaménagé et agrémenté de jeux d'eau. Ce bâtiment est accolé à la façade sud de l'église dont seule la partie arrière du chœur donne sur la rue. L'église Sainte-Catherine et le corps de bâtiments conventuels sont tous deux classés Monuments historiques depuis 1921.

## Historique

### Moyen Âge
L'ordre des Frères mineurs a été créé en 1210 par François d'Assise et dès 1250 des frères franciscains ont construit un prieuré à Rouffach. Grâce à des donations, le couvent put bientôt s'agrandir : le petit abri flanqué d'une chapelle devint un couvent avec une église à la fin du XIIIe siècle. L'église consacrée à Sainte Catherine d'Alexandrie a été construite entre 1280 et 1310 ; durant cette même période, le frère Blodelin a fait ériger le cloître du couvent. Le couvent faisait partie de la Provincia Argentina, congrégation des Ordres de Strasbourg. En 1435, il a rejoint le mouvement réformiste de l'Observance. Le ministre provincial Jodocus faisait l'éloge des frères de Rouffach qui vivaient "en stricte observance de la règle". C'est à la suite de cette réforme qu'ils se sont appelés frères "récollets".
À partir de 1487, l'Ordre des Chevaliers teutoniques s'établit à proximité du couvent. Les frères autorisent les Chevaliers à célébrer les offices dans la nef latérale sud de l'église : les deux communautés se partagent leur lieu de culte.

### L'école humaniste
À l'aube du XVIe siècle, la réputation du couvent grandit grâce à son école qui a vu passer plusieurs humanistes, dont un recteur de l'université de Heidelberg, Jodocus Gallus, son neveu Conrad Pellican, philologue et théologien, l'historien Materne Berler, l'évêque auxiliaire de Strasbourg Johannes Siegrist, le cosmographe Sebastian Münster, Valentin Boltz, miniaturiste, coloriste et dramaturge ainsi que Conrad Lycosthenes, grammairien et vulgarisateur des sciences.
En 1564 le couvent fut abandonné après que, dans les derniers temps, il n'y avait plus que deux frères qui l'occupaient. Une première tentative de repeuplement en 1565 tourna court quand des bâtiments conventuels ont été sévèrement endommagés par un incendie. On confia le couvent à deux prêtres et à un frère convers.
En 1591 le couvent fut repeuplé à l'initiative du bailli de Rouffach, le comte Eberhard de Manderscheid-Blankenheim.
En 1725, les frères sont chargés de l’enseignement du latin, de la syntaxe, de la poésie et de la rhétorique, aux garçons de la ville de Rouffach.

### Révolution etXIXesiècle
Durant la Révolution, le couvent fut endommagé et sécularisé en 1791. Les 25 pères et 10 frères franciscains sont chassés. En 1792, il servit de caserne, en 1794 d'hôpital militaire et en 1795 de prison.
L'église fut vendue en 1793 à deux bourgeois rouffachois. En 1797, la paroisse de Rouffach loua la "maison du Seigneur" comme chapelle secondaire et des offices y furent de nouveau célébrés. Entre 1819 et 1826 les quatre propriétaires de l'église léguèrent leur bien à la Ville de Rouffach qui en redevint ainsi l'unique propriétaire  En 1840 l'église Sainte-Catherine fut entièrement restaurée et dans les années 1860, elle servit d'église paroissiale durant les travaux de modification de l'église Notre-Dame.
Inoccupés durant quelques années, les bâtiments conventuels ont abrité dans les années 1840 et 1850 des logements privés et un pensionnat de jeunes filles. En 1848, un incendie a détruit l'aile ouest du couvent. Dans les années 1850, les bâtiments ont hébergé un atelier de tissage et une teinturerie jusqu'en 1875, puis une imprimerie.

### DuXXesiècleà nos jours
Après 1870, sous administration allemande, ces bâtiments furent modifiés pour servir de tribunal. La façade extérieure prit son aspect actuel. Cette fonction judiciaire se prolongea après 1919 (tribunal cantonal jusqu'en 1959).
Au XXIe siècle, des travaux de réhabilitation des bâtiments sont réalisés en 2004 pour accueillir les archives municipales de Rouffach et une salle d'exposition, prêtée à diverses associations (le centre de gestion rural et les collections de l’association pour la conservation du patrimoine religieux en Alsace).
Durant les deux guerres du XXe siècle, l'église subit des préjudices. Restaurée une première fois grâce à une aide de l'État au titre des dommages de guerre, elle est restituée au culte en 1924 et consacrée par l'évêque de Strasbourg. De 1950 à 1990, des travaux d'entretien sont réalisés par la commune sur la maçonnerie et la toiture et les vitrages.
Dans les années 1980, des fouilles archéologiques sont conduites dans l’église sous la direction de l’archiviste municipal de Rouffach, Pierre-Paul Faust et de l'archéologue Pierre Brunel. Les dalles funéraires couvrant le sol de la nef sont soulevées et l'église est en chantier. Ces travaux sont interrompus en[date à préciser] par manque de moyens de financement et l'église est actuellement fermée au public.

## Architecture

### L'église Sainte-Catherine

#### L'extérieur
L'église est composée de deux éléments, le chœur et la nef qui se font suite sur un axe dont l'orientation donne assez précisément la direction du soleil levant en hiver côté chœur et du soleil couchant en été côté nef. Il n'y a ni transept, ni massif occidental, ni clocher. La toiture principale qui couvre le tout sans décrochement est juste chevauchée par un clocheton octogonal surmonté d'un bulbe abritant la cloche. Cette simplicité confère un caractère discret à cette église dont seule le chevet polygonal du chœur est visible depuis la rue.
Le chœur est long de 23 m et large de 8 m ; à son extrémité, les trois pans de murs qui forment le chevet présentent des ouvertures vitrées hautes à arcs brisés caractéristiques du style gothique ; de l'autre côté, il est ouvert sur la vaste nef rectangulaire (environ 35 m x 16 m).
Cette nef est de type basilique, avec deux collatéraux et un vaisseau central. Ces collatéraux sont couverts par des pans de toit en appentis, la nef centrale s'élevant encore plus haut avant d'atteindre la toiture principale.
La façade ouest ferme simplement la nef par un plan vertical. Elle présente une grande fenêtre haute et d'autres plus petites : une de chaque côté et une troisième, à baies géminées, au-dessus dans le grand pignon triangulaire.
La façade sud donne sur l'ancien cloître, rythmée par de hautes fenêtres . Au-dessus de l'appentis, la partie supérieure de la nef centrale est percée d'oculi. Elle est bordée à droite par une tourelle qui contient un escalier en colimaçon qui permet d'accéder aux combles, sous la toiture.
La façade nord se trouve dans un étroit passage fermé par une grille. Quatre puissants contreforts marquent une nette différence de structure par rapport à la façade sud. L'un d'entre eux est doté d'une chaire extérieure en pierre accessible de l'intérieur de l'église qui permettait à un prêtre de s'adresser une assemblée réunie à l'extérieur du bâtiment : jadis l'espace était dégagé et on y trouvait un cimetière.
C'est aussi de ce côté que se trouve l'entrée principale de l'église : il s'agit d'une porte double à pilier central. Les arcs gothiques surmontant les deux vantaux sont reliés par un arceau en anse de panier.
Au XVIIe, le Comte Manderscheid von Blankenheim a fait construire sur le côté nord du chœur une chapelle qui lui servira de sépulture. Cet ajout est visible sur la gauche de la façade nord de l'église.

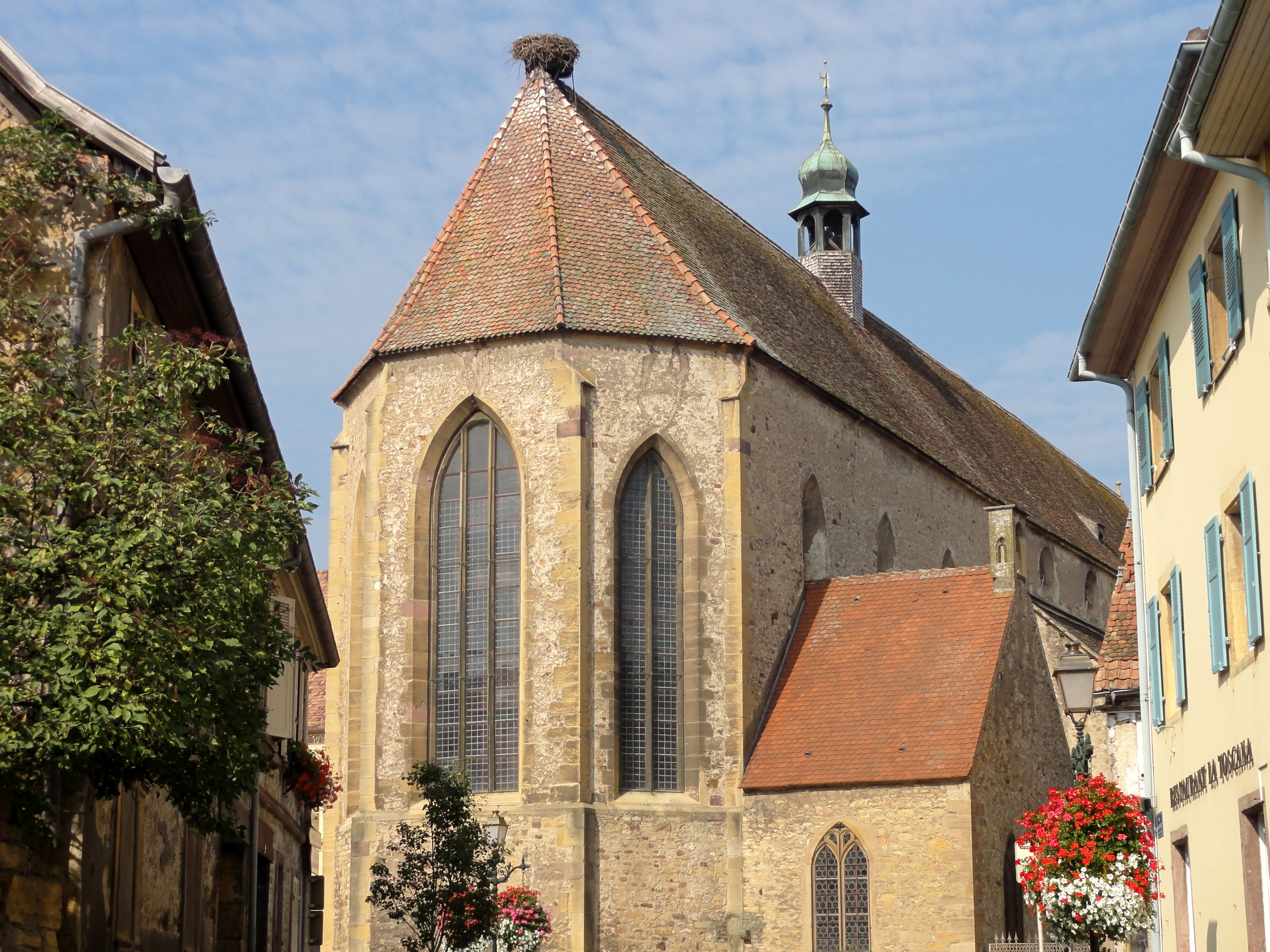
Le chevet, le clocheton et la chapelle Manderscheid.
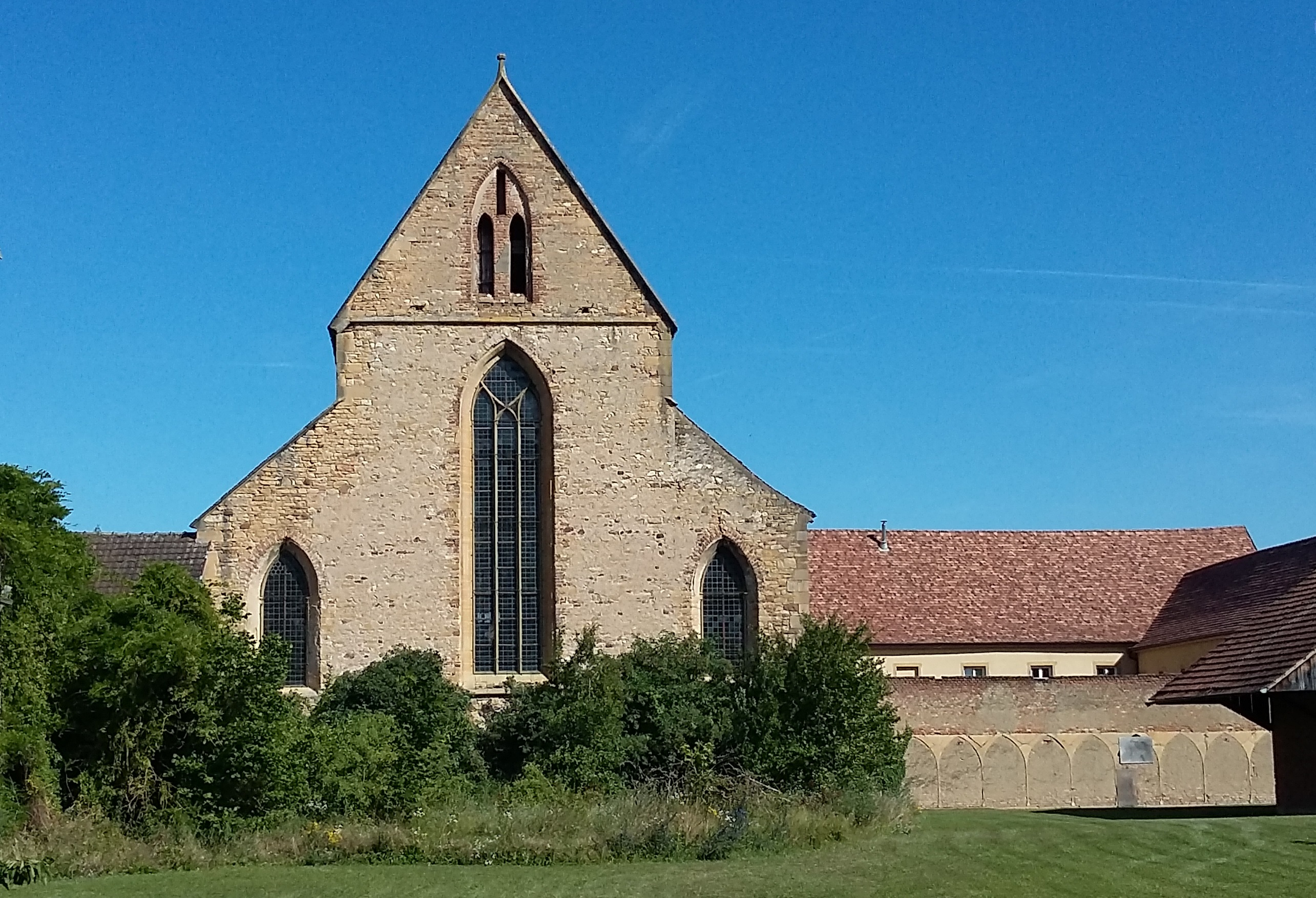
La façade ouest. À droite, bâtiments conventuels et cloître.
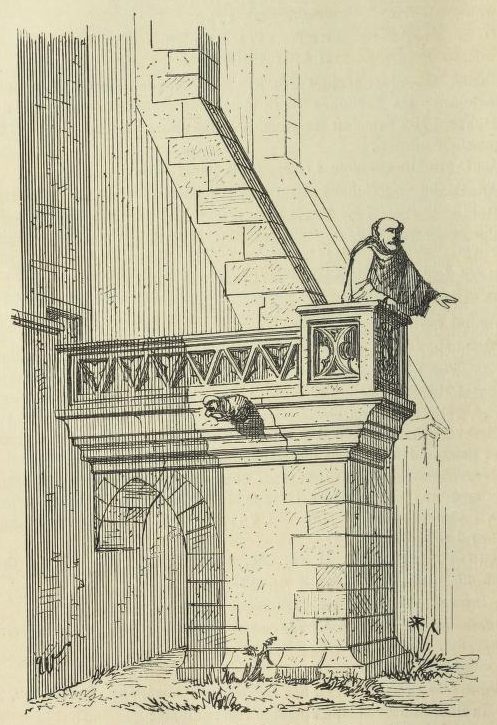
Le côté nord : contrefort et chaire extérieure (dessin : Charles Winkler).

#### L'intérieur
L'intérieur de l'église est en chantier : les fouilles entreprises en 1982 sont interrompues.
La nef se caractérise par son architecture basilicale : deux rangées de cinq colonnes cylindriques élancées soutiennent la partie haute du vaisseau central construite sur des arcades en ogives. On compte six travées. Les collatéraux sont plus étroits. Ils n'ont pas de voûte : ils sont fermés par des plafonds de bois comme la nef centrale, plus haute. À l'ouest, deux colonnes plus fines et une traverse sont un vestige de la tribune d'un orgue aujourd'hui disparu. À l'est, un arc triomphal marque l'entrée du chœur tout en longueur au fond duquel se trouve le maître-autel.
Le sol était recouvert de dalles funéraires plus ou moins lisibles, certaines inscriptions étant usées par les nombreux passages. Ce sont les tombes de chevaliers teutoniques ou de notables de la ville, inhumés en un lieu où durablement des prières seraient dites pour la paix de leurs âmes. Ces dalles sont actuellement déplacées.
Les fenêtres sont dépourvues de vitraux : les hautes ouvertures latérales, tout comme celles du chœur ou de la façade occidentale sont munies de vitrages à petits panneaux rectangulaires ou de culs de bouteilles assemblés par du plomb et montés sur une armature de fer. Elles livrent une lumière crue.
Depuis le XVIIIe siècle, c'est l'ensemble du décor intérieur qui participe à la blancheur de l'éclairage : les murs ont été badigeonnés, des éléments en stuc sont rajoutés, tels que des chapiteaux carrés en haut des colonnes, des moulures le long des arcades et des corniches qui couraient le long des plafonds, dont on a fait tomber le plâtre entretemps pour raison de sécurité (une partie du plafond s'est effondrée en 1955).
Dans le chœur, le plafond est encore stuqué, orné d'un bas-relief représentant Dieu le Père entouré d'angelots et d'une structure en forme de coquille au-dessus du maître-autel.
Tous ces éléments sont caractéristiques du style baroque, que l'on retrouve dans les éléments de mobilier encore présents : une chaire intérieure dans la nef, des autels latéraux de part et d'autre de l'arc triomphal et surtout, au fond du chœur, le maître-autel richement décoré.

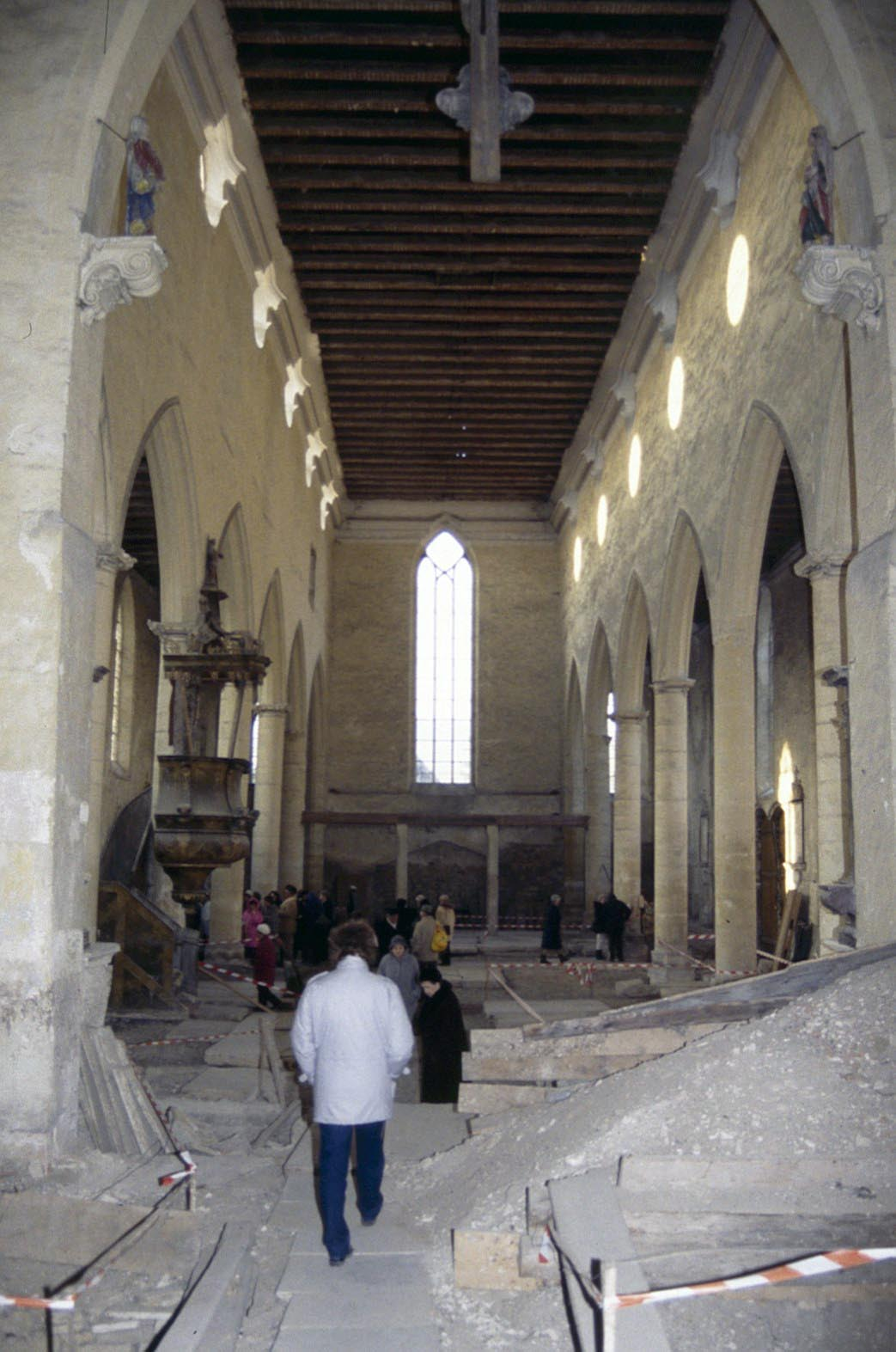
La nef basilicale, les arcades, les occuli, la chaire.
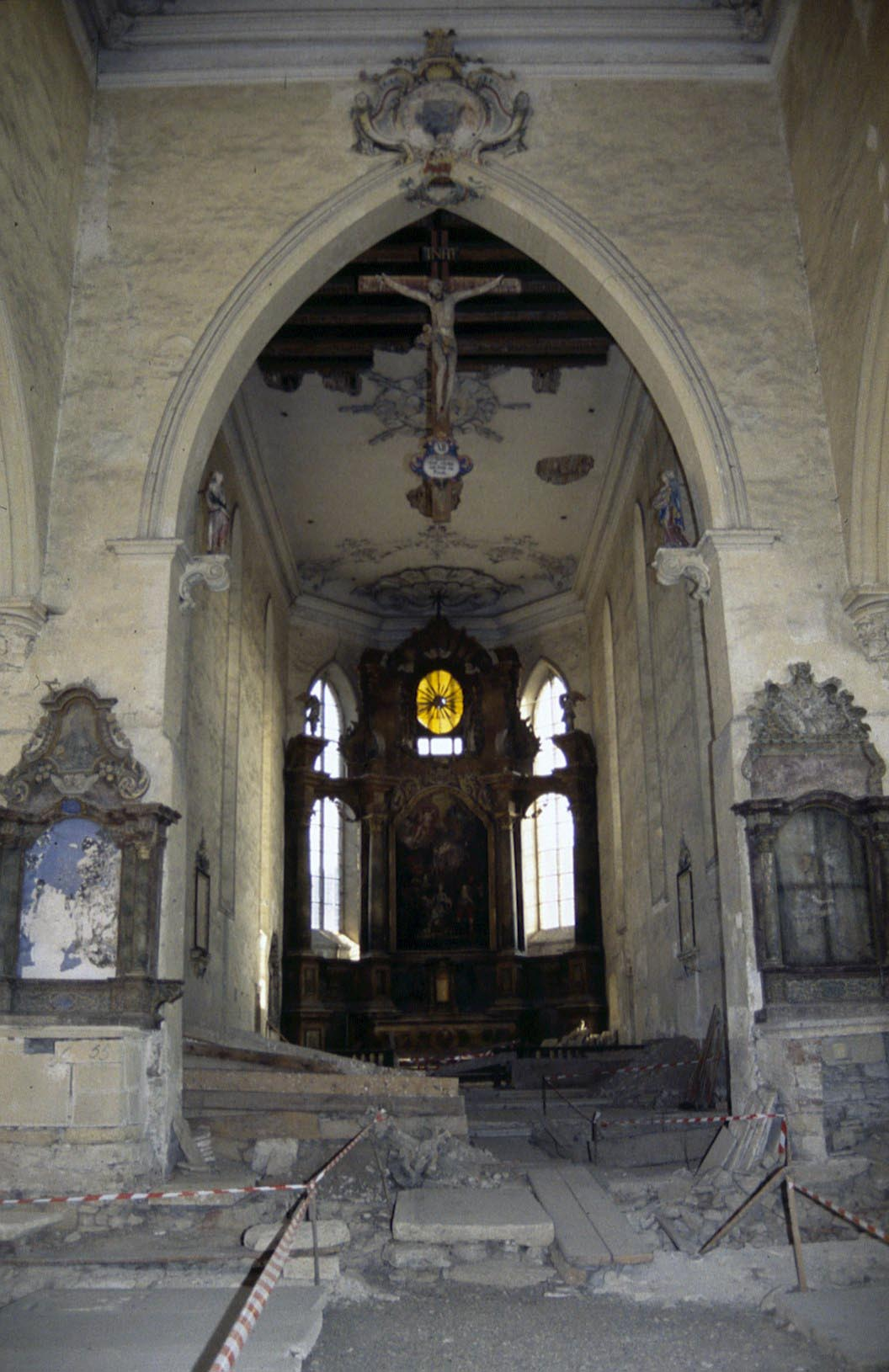
L'arc triomphal, le chœur, le maître-autel.

#### Décor pictural et statuaire
Le maître-autel est une imposante structure baroque. Il présente un grand tableau qui met en scène le martyre de Sainte-Catherine d'Alexandrie (huile sur bois, 2,40 m x 4,55 m) peint par Jean-Benoît Reissmuller en 1710. Il est surmonté d'une grande ouverture ovale qui fait passer la lumière de la baie centrale du chevet dans un "Œil de Jéhovah". Des colonnes portant des anges en stuc encadrent les fenêtres.
Les autels latéraux présentaient une Pietà à gauche et un Saint Sébastien à droite. Ces statues sont actuellement déposées au Musée du bailliage de Rouffach.
Par le passé, on trouvait d'autres autels secondaires dans la nef ou dans des niches du chœur. Plusieurs statues sont déposées au Musée du bailliage, d'autres remisées au presbytère de la ville. Des tableaux du Chemin de croix sont entreposés sur place, dans la chapelle Manderscheid ; la plupart sont en mauvais état.
Une "Déploration", groupe statuaire en bois peint à 9 personnages du XVIe siècle, provenant d'un autel secondaire du collatéral sud, est visible au Musée Unterlinden de Colmar. Les collections de ce musée conservent également un original "Repos pendant la fuite en Égypte", huile sur bois du XVIIe siècle où l'on distingue une vue de Rouffach à l'arrière-plan ainsi qu'une "Sainte Anne trinitaire", huile sur bois du XVe siècle, tous deux provenant d'un autel secondaire de la nef des Récollets de Rouffach.
Bien que les murs de l'église aient été badigeonnés lors de la baroquisation, des fresques ou peintures murales antérieures sont encore partiellement visibles dans des niches de la nef ou du chœur. Les plus remarquables sont une Crucifixion, (vue partielle, XVe ou XVIe siècle) au sud et un "Mont des Oliviers" (vestiges) au nord de la nef, ainsi qu'un "Martyre de Saint Jean Népomucène" (vue partielle, XVIIIe siècle) dans une niche sud du chœur.

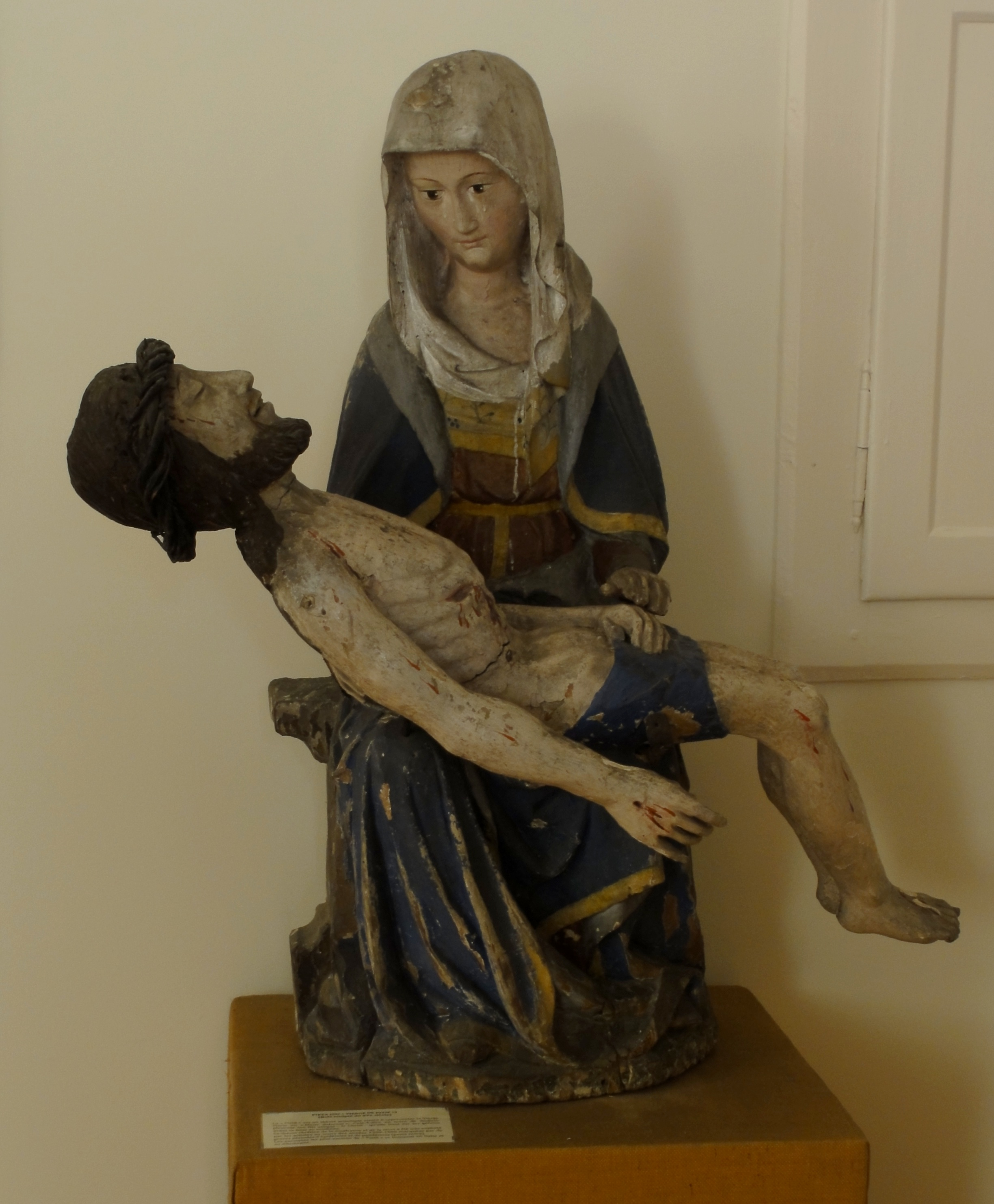
La Pietà (Musée du Bailliage de Rouffach).

### Les bâtiments conventuels
Les bâtiments du couvent étaient constitués de trois ailes, est, sud et ouest qui encadraient avec l'église un espace fermé rectangulaire, le cloître (environ 30 m x 24 m). La façade principale, qui donne sur la rue à l'est, présente un avant-corps de style néo-classique avec des parements en grès, grandes fenêtres à balustrade, et un imposant fronton à blason, qui rappelle la fonction judiciaire de l'édifice (tribunal cantonal jusqu'en 1959). Depuis 2012, l'aménagement du parvis met en valeur l'élégance de l'ensemble de cette façade qui s'appuie sur le chevet médiéval de l'église à droite.
L'aile sud des bâtiments est également rénovée depuis 2004. L'aile ouest a disparu après l'incendie de 1848. Seule subsiste une série d'arcs brisés géminés, vestige de l'ancien cloître du XIVe siècle. On en a obturé sommairement les ouvertures pour fermer cet espace intérieur et préserver son intimité.
Au nord, entre deux fenêtres de la façade de l'église, un cadran solaire est décoré d'une fresque qui représente le Monde suivant une cosmologie géo-héliocentrique (il a été rénové en 1979).

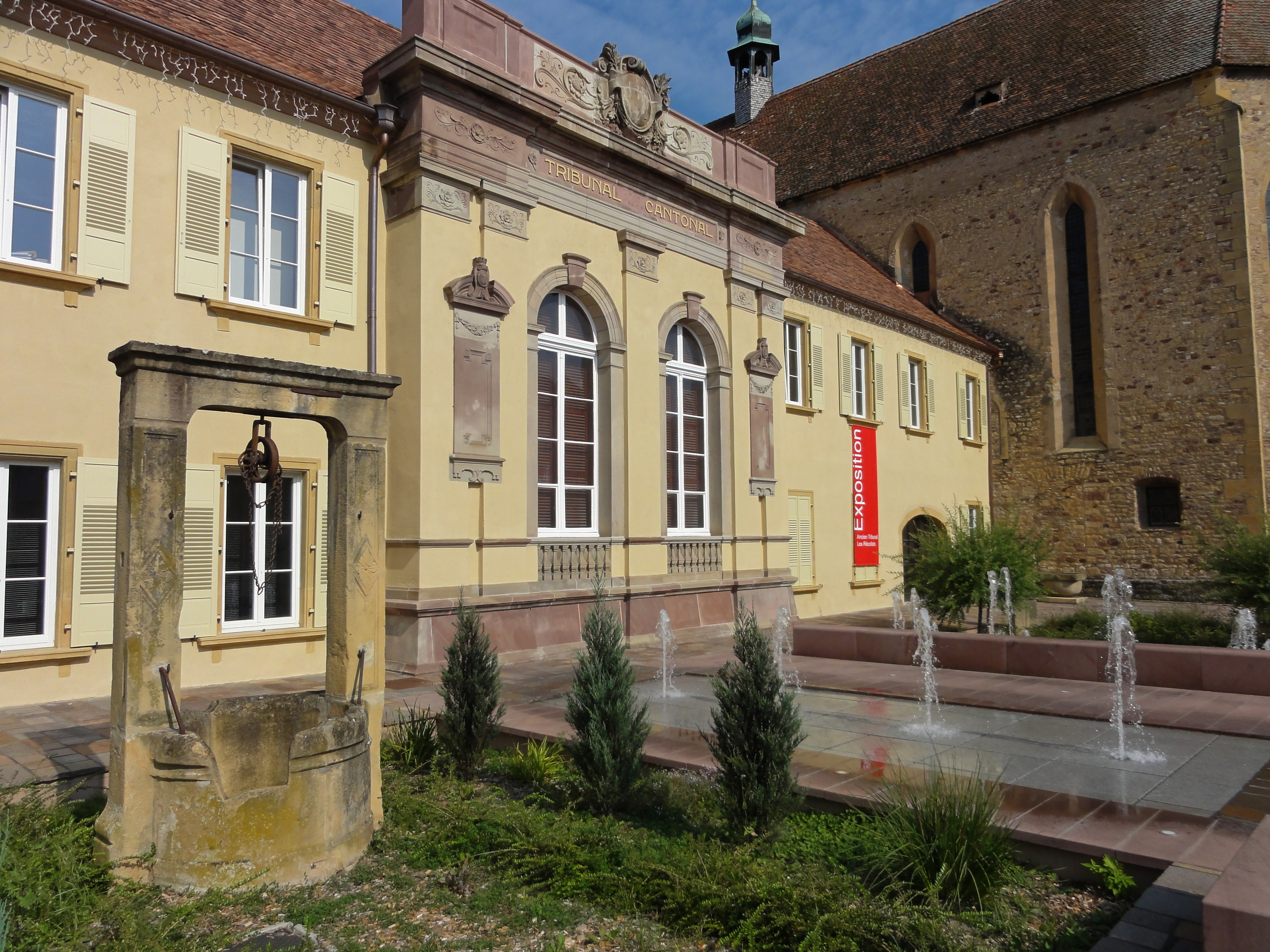
La façade de l'aile est : avant-corps, parvis, église.
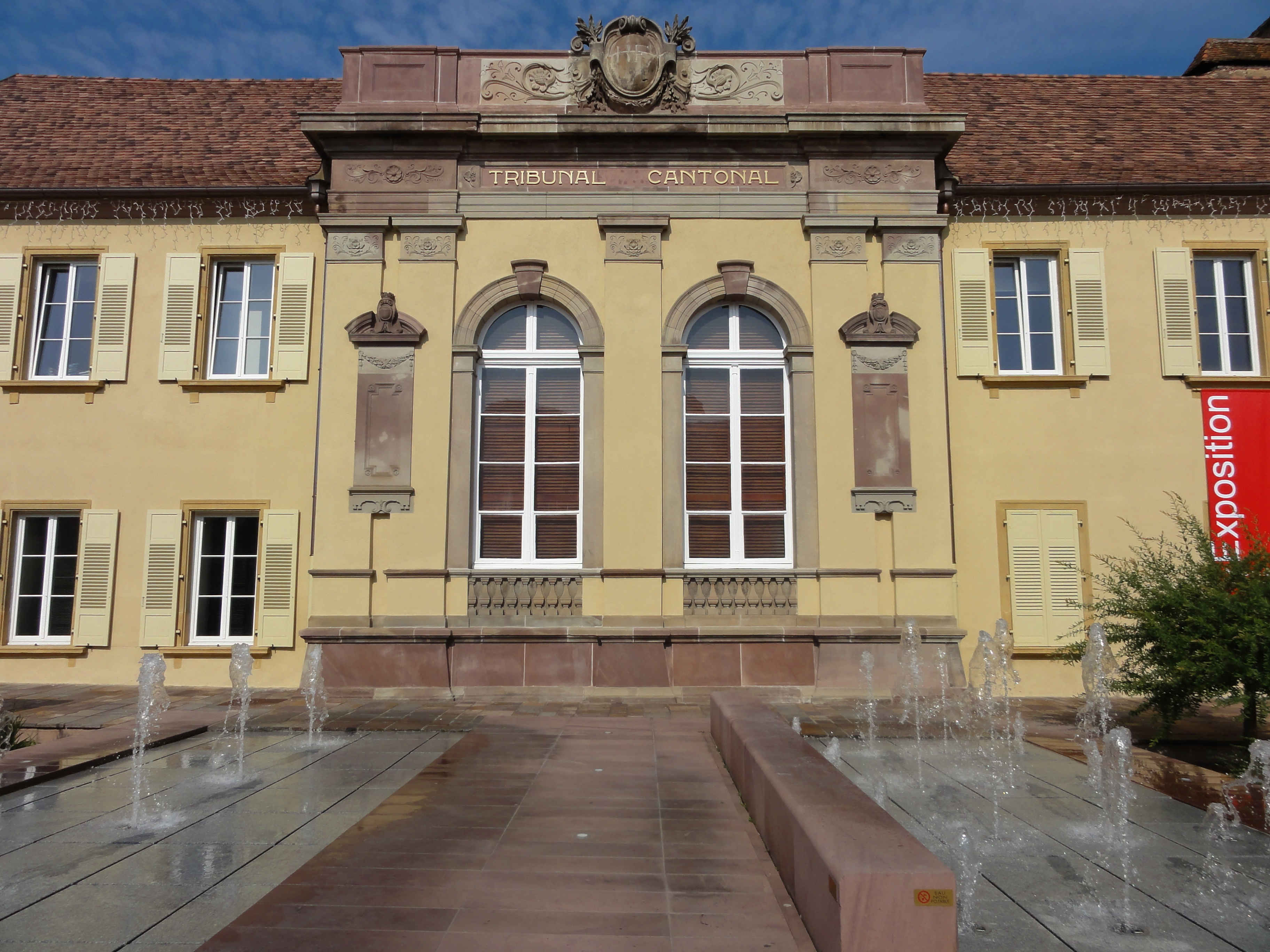
La façade de l'ancien tribunal : fenêtres à balustrades, parements, fronton à blason.
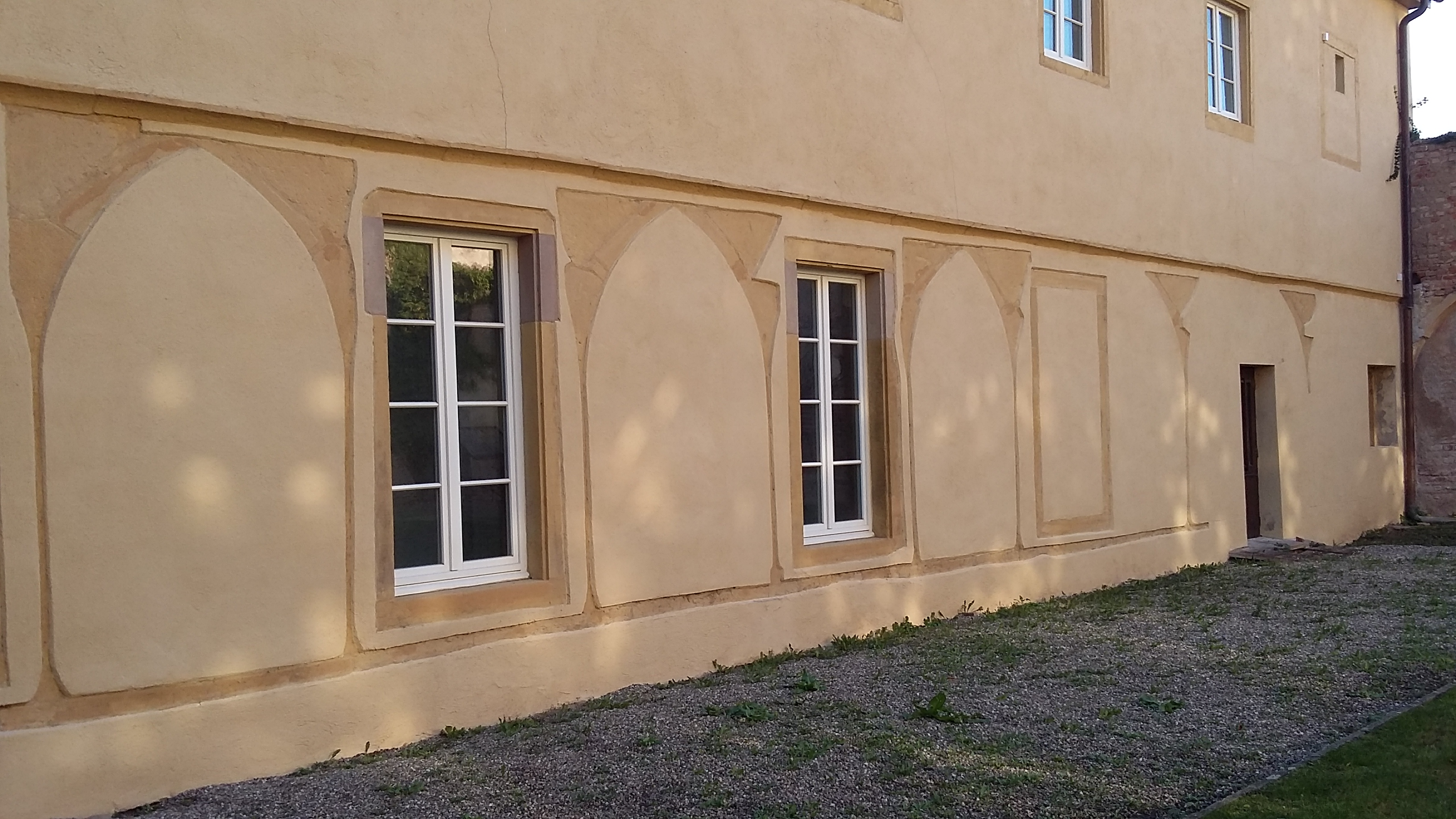
L'aile sud rénovée.
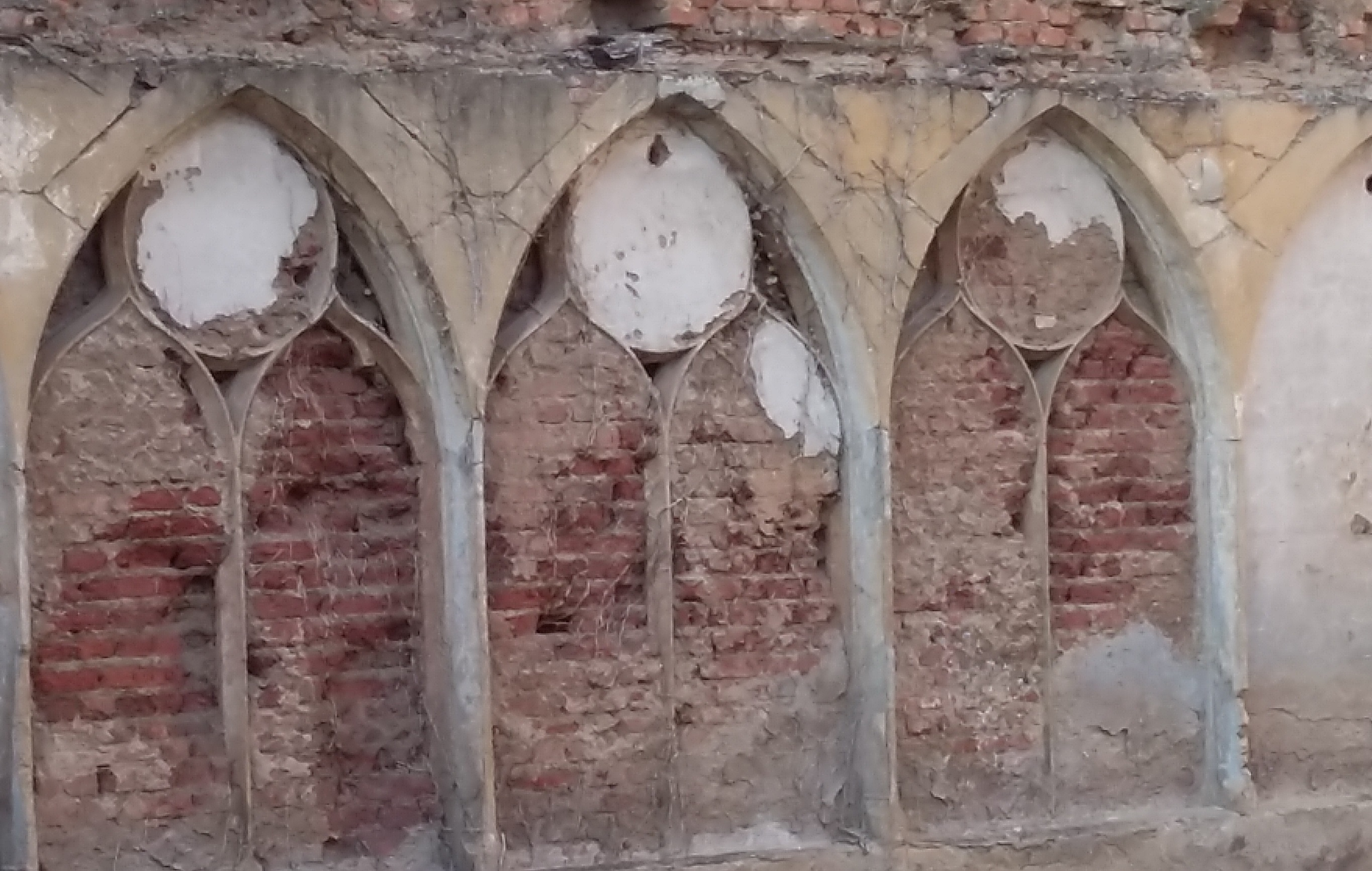
Arcade du cloître médiéval.
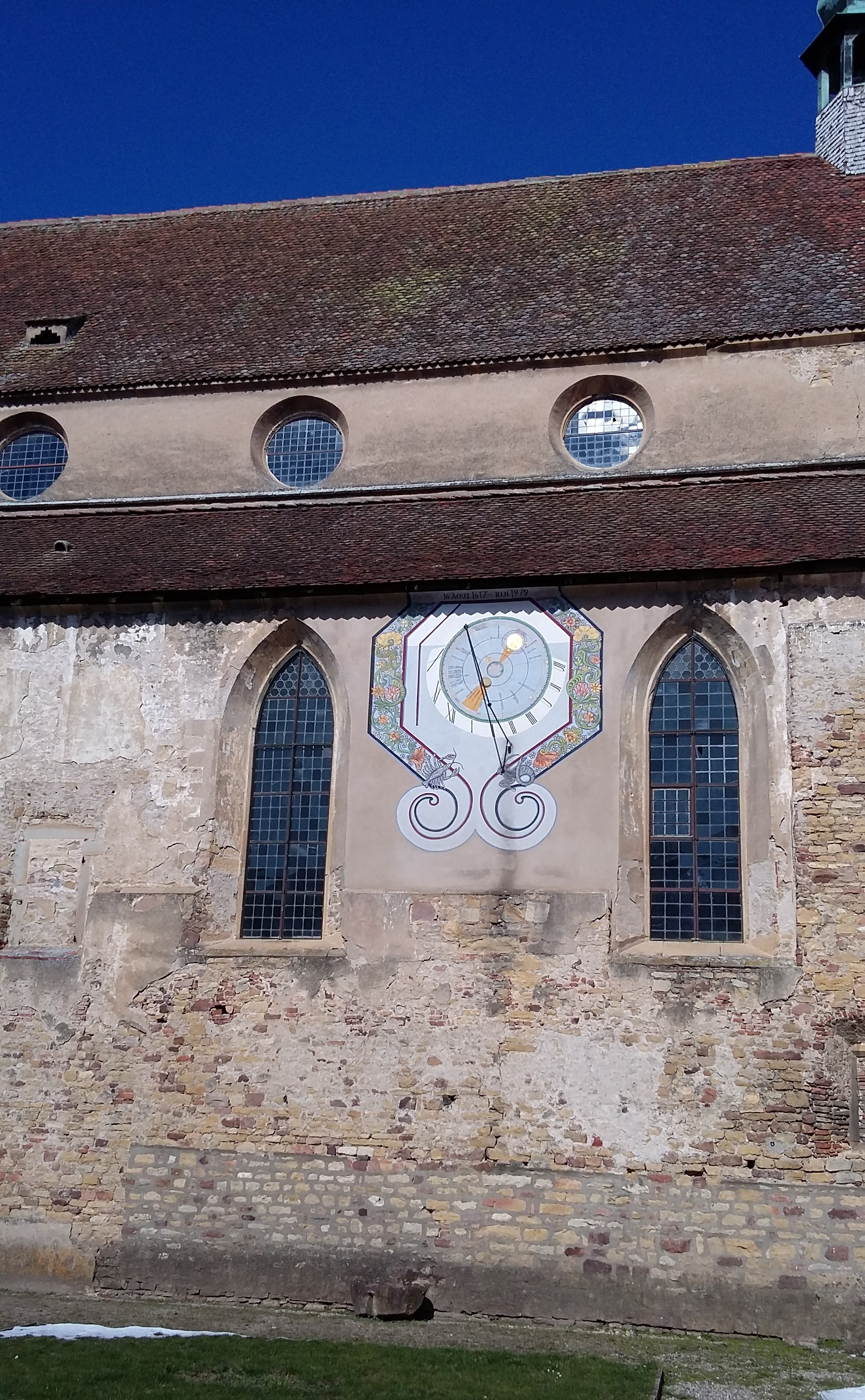
Le cadran solaire.